# Eliyahu Eliezer Dessler
Eliyahu Eliezer Dessler (* 1892 in Homel, Russisches Kaiserreich; † 30. Dezember 1953 in Bnei Brak, Israel) war ein Rabbiner, Talmud-Gelehrter und jüdischer Philosoph. Er spielte eine bedeutende Rolle innerhalb der Mussar-Bewegung.

## Leben
Rabbi Eliyahu verbrachte seine frühen Jugendjahre im Stetl in Homel, wo sein Vater Reuven Bär Dessler ein Geschäft betrieb. Später studierte er am Bet ha-Talmud („Talmudhaus“) in Kelmė bei seinem Vater, der dort als Schulleiter amtierte, und weiteren Vertretern der Mussar-Bewegung (wörtlich: „Moral“), die von Rabbi Israel Salanter gegründet worden war und im orthodoxen Judentum, hauptsächlich unter litauischen Juden, den Wert der ethischen Reflexion betonte. Dessler emigrierte 1929 zunächst nach England, wo er in London seine erste Stelle als Rabbiner in der Ein Yaakov shul im Londoner East End antrat, während seine Frau und seine beiden Kinder in Litauen blieben. Später wurde er als Talmudphilosoph und Lehrer in England bekannt und begründete das Kollel von Gateshead. 1947 folgte er dem Ruf von Rabbi Josef Kahaneman, die geistige Leitung der Ponewiescher Synagoge in Bnei Brak in Israel zu übernehmen, wo er bis zu seinem Tode blieb.

## Lehre
Desslers Lehre war eine Kombination aus den "Mussar"-Prinzipien, wie er sie in Kelme erlernt hatte, verbunden mit Konzepten jüdischer Philosophie, der Kabbala und des Chassidismus. Dabei geht er von einer inhärenten Spannung im Streben nach spiritueller und materieller Befriedigung aus, wobei die Bedeutung der spirituellen unvergleichbar wichtiger ist. In seinem bekanntesten Essay, Kuntras HaChessed, teilt er die Welt in Geber und Nehmer ein. Nach seiner Definition ist Liebe "Geben ohne die Erwartung des Bekommens" und die Aufhebung der Eigenliebe Voraussetzung für jegliche Gottesverehrung. Seine Schüler veröffentlichten Auszüge aus seinen Manuskripten und seinen Ansprachen unter dem Titel Michtaw me-Eliyahu ("Ein Brief von Eliyahu") in drei Bänden 1955–64. Das Werk enthält Ansätze zu einer Gegenüberstellung von jüdischer und allgemeiner Philosophie, ausgehend von den Fragestellungen seiner Schüler, welche ein philosophisches Studium absolviert hatten.

## Werke
- Strive for Truth! Vol. 1–6. Feldheim, Jerusalem u. a. 2004, ISBN 1-58330-688-9.